# Hülegü

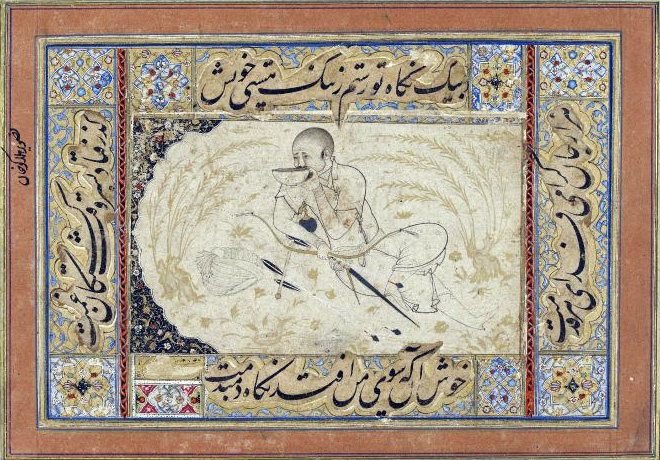
Der Ilchan Hülegü bei der Rast (Miniatur im persischen Stil aus Buchara, 16. Jh., heute im British Museum)

Hülegü Chan, auch Hülägü (mongolisch ᠬᠦᠯᠡᠭᠦ Chülegü, persisch هولاکو خان; * um 1217; † 8. Februar 1265), war ein mongolischer Khan und Enkel Dschingis Khans. Nach Aufteilung des Mongolischen Großreichs war er von 1256 bis zu seinem Tod der erste Herrscher des Ilkhanats mit Residenz im persischen Maragha.

## Leben
Seine Eltern waren Dschingis Khans Sohn Tolui Khan († 1232) und die nestorianische Christin Sorkhatani Beki († 1252). Hülegü war der fünfte Sohn aus dieser Ehe. Über seine Kindheit und jungen Jahre ist kaum etwas bekannt. 1244 heiratete er die keraitische Prinzessin Doquz-Chatun (1229–1265). Sie war ebenfalls eine Christin und Nichte des letzten Keraitenkhans Toghril Khan († 1203), welcher im Westen zeitweise als Träger des Mythos vom Priesterkönig Johannes angesehen wurde. Im Auftrag seines Bruders Möngke (reg. 1251–1259) besetzte Hülegü 1256 endgültig Persien, beendete die Herrschaft der Assassinen im Elburs, eroberte Bagdad und übernahm dort die Verwaltung. Hülegü begründete in Iran und im Irak das Reich der Ilchane, das bis 1353 Bestand hatte.

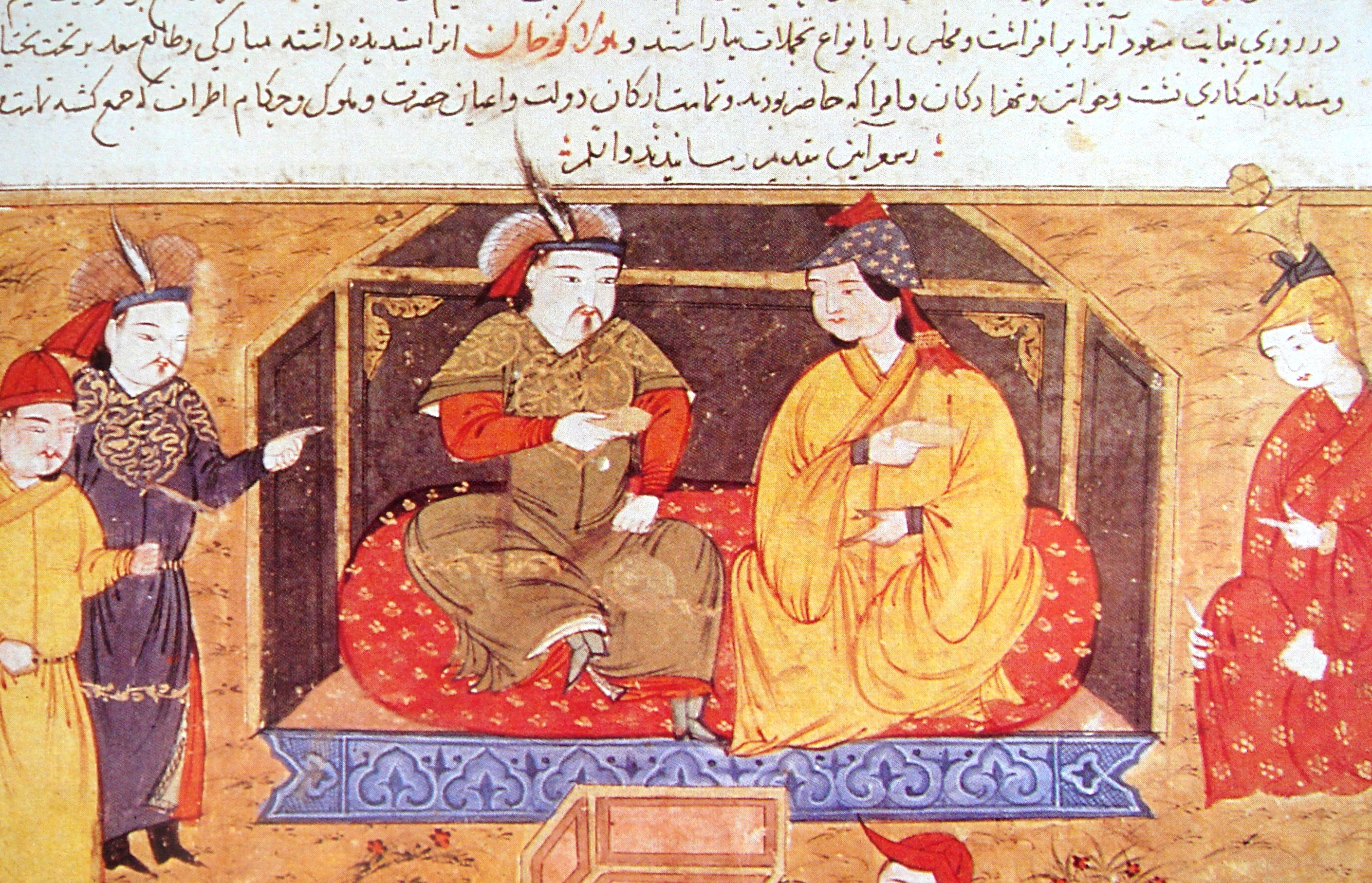
Hülegü Khan mit seiner christlichen Ehefrau Doquz-Chatun

Der Feldzug Hülegüs ist durch die selbst für seine Zeit ungewöhnlich grausame Kriegführung in die Geschichte eingegangen. Als seine Truppen zum Beispiel 1256 Alamut, die als uneinnehmbar geltende Burg der Assassinen, eroberten, wurden die Verteidiger nach der Kapitulation niedergemacht und die umfangreiche Bibliothek mit naturwissenschaftlichen und medizinischen Werken verbrannt.

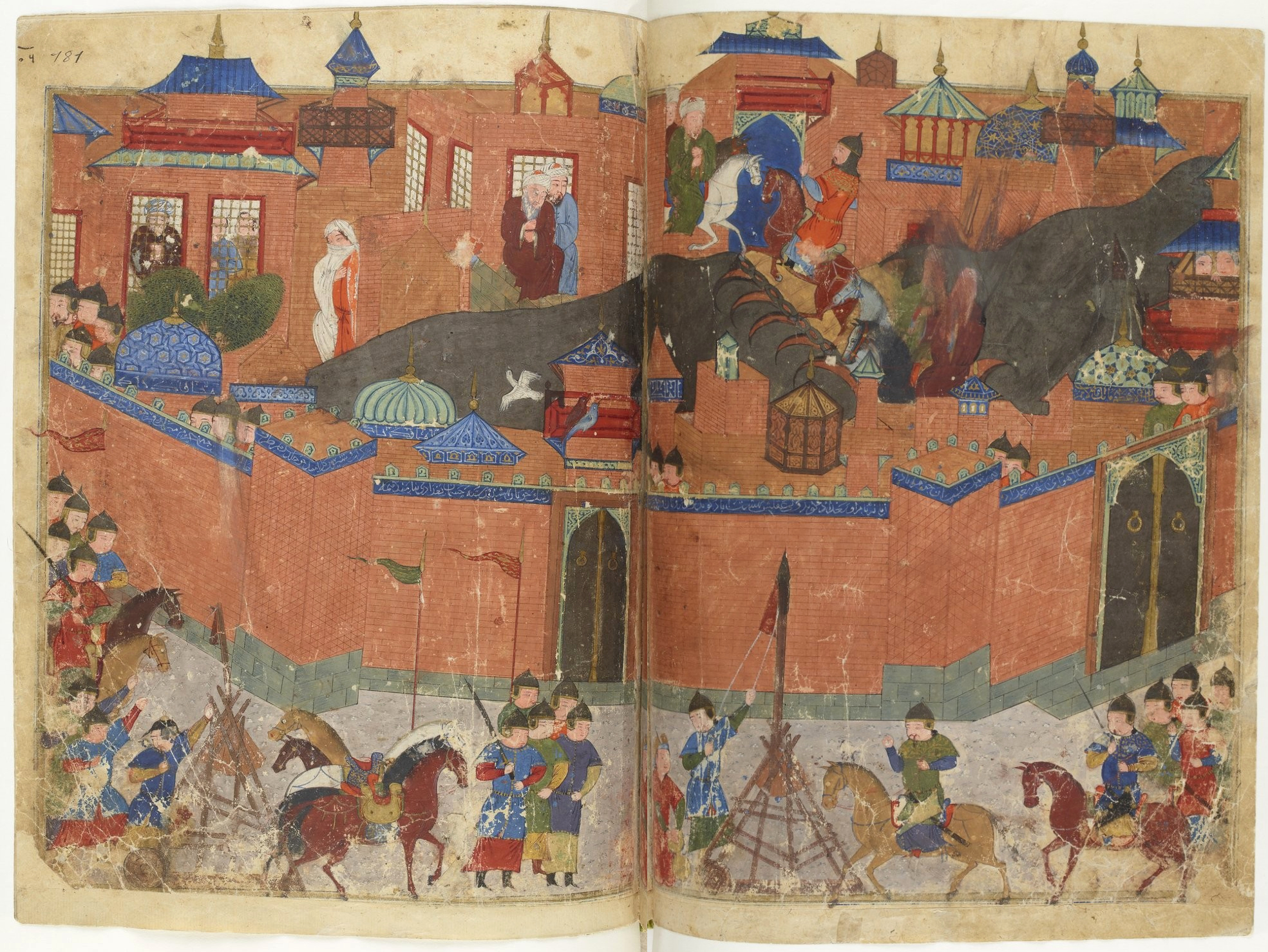
Belagerung Bagdads 1258, im Vordergrund Belagerungsmaschinen

Die Eroberung Bagdads am 10. Februar 1258 bedeutete das Ende des 750 begründeten und einst so mächtigen sunnitischen Abbasiden-Kalifats. Bei der Plünderung und Zerstörung der Stadt wurden mindestens 250.000 Einwohner erschlagen und die Bibliothek des Hauses der Weisheit in den Tigris geworfen. Bei den Kämpfen in der Umgebung von Bagdad wurden die Bewässerungssysteme zerstört, und durch den Tod so vieler Einwohner fehlten anschließend die Fachleute für den Wiederaufbau. Nach der Eroberung Bagdads besetzte Hülegü Syrien, zog aber wegen der unklaren Nachfolgefrage in der Mongolei seine Truppen wieder von dort zurück. Der Feldzug endete deswegen mit einer entscheidenden Niederlage seines General Kitbukha gegen die Mamluken 1260 in der Schlacht von ʿAin Dschālūt (Goliathsquell), nördlich von Jerusalem.
In den folgenden Jahren musste sich Hülegü mit seinem Vetter Berke, dem Khan der Goldenen Horde, auseinandersetzen, mit dem es mehrere Streitpunkte (Thronfolge Kubilais in der Mongolei, Islam, Handel und Kriegsbeute, Kaukasusgrenze) gab.
1263 eroberte Hülegü die Stadt Buchara und ließ mehrere Tausend Menschen töten.
Der Khan regierte selbständig in Maragha, auch wenn er und seine Nachfolger eng mit dem Großkhan verbündet blieben bzw. in dessen Namen regierten. Im Juli 1264 berief Hülegü eine Versammlung (Kuriltai) in seinem Feldlager bei Täbris ein, bei der auch seine Vasallen König David VII. von Georgien, König Hethum I. von Armenien und Fürst Bohemund VI. von Antiochia anwesend waren. Er setzte eigene Verwaltungsbeamte (Finanzminister Sams ed Din Gowaini, Hofastrologe Nasir al-Din Tusi u. a.) ein.

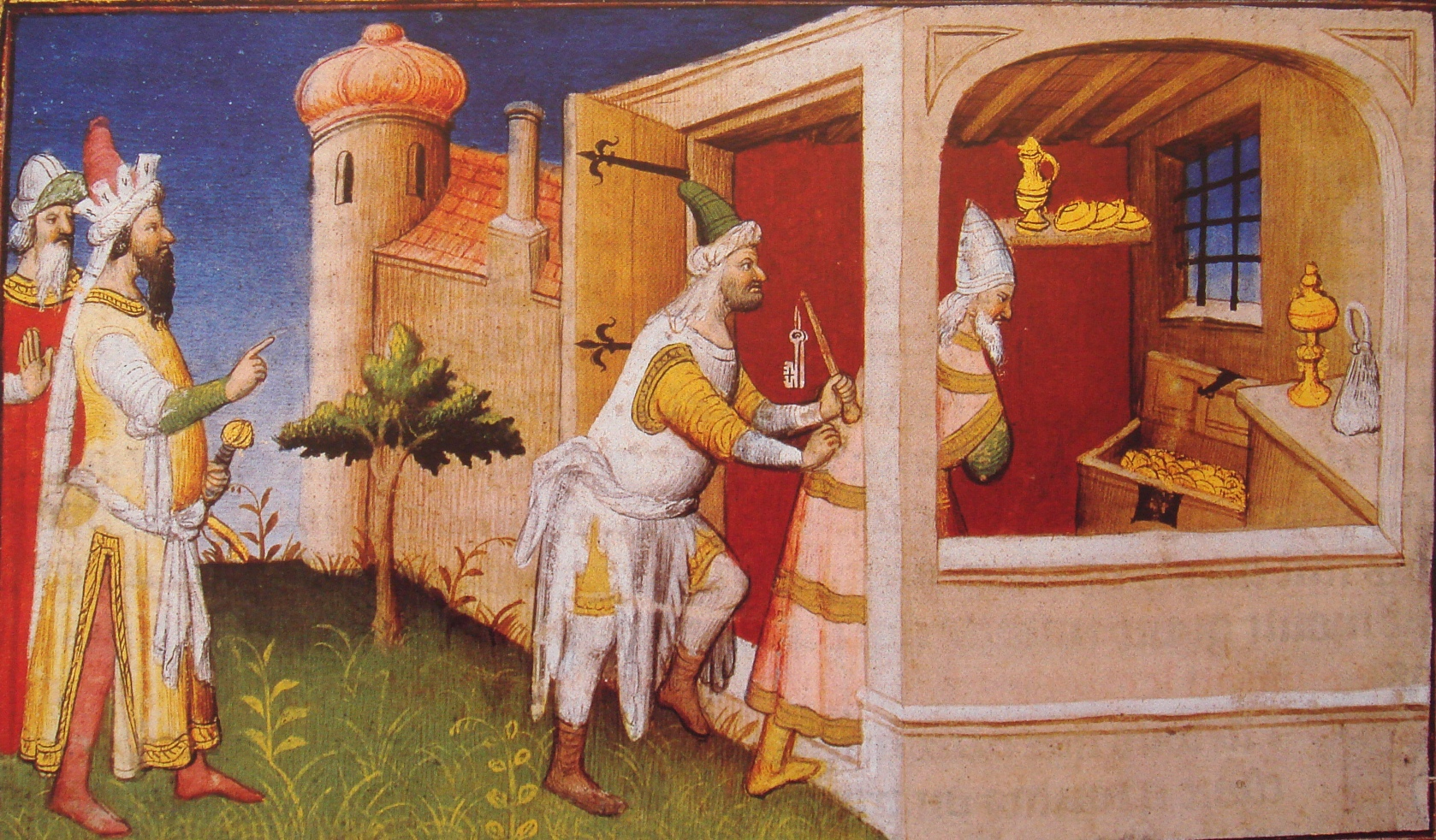
Nach der Eroberung Bagdads lässt Hülegü den Kalifen einsperren (Szene aus dem Livre des Merveilles, 15. Jh.)

Als Gegengewicht gegen die Mamluken und die Türken in Anatolien betrieb Hülegü (und seine Nachfolger) eine Bündnispolitik mit Byzanz und suchte Kontakt zu den christlichen Staaten Westeuropas (namentlich Ludwig IX. von Frankreich) und dem Vatikan. Papst Urban IV. schickte eine Gesandtschaft. Zur Festigung der Beziehungen wollte er der Zahl seiner Gemahlinnen auch eine byzantinische Prinzessin hinzufügen. Kaiser Michael VIII. sandte mit dem Patriarchen Euthymios seine Tochter Maria Palaiologina. Bei der Ankunft war Hülegü schon verstorben, doch sein Sohn Abaqa nahm Maria zur Frau.

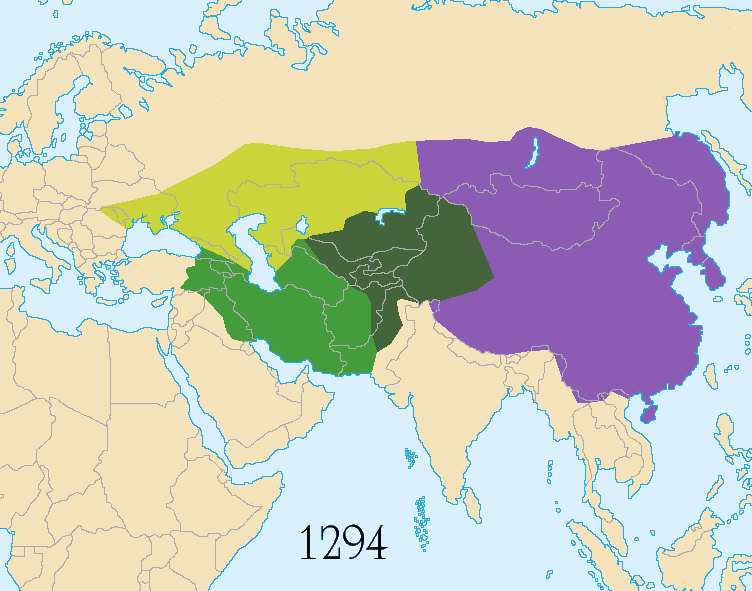
Teilung des Mongolischen Reichs: Herrschaftsbereich der Ilkhane im Südwesten (mittelgrün)

Hülegü war wie sein älterer Bruder Kublai Khan gebildeter als die meisten Mongolenfürsten. Seine Astrologiegläubigkeit machte sich sein Hofastrologe Nasir al-Din Tusi zunutze. Auf die Frage des Khans, weshalb Horoskope so unzuverlässig seien, wies er darauf hin, dass die astronomischen Tafelwerke schon einige hundert Jahre alt seien. Daraufhin ließ Hülegü ab 1259 auf einem Hügel oberhalb seiner Residenz Maragha die Sternwarte Rasad-e Khan errichten. Die dort erarbeitete Sternkarte Zidsch-i Ilchani beeinflusste noch die Arbeiten Nikolaus Kopernikus’. Hülegüs Bruder Kublai Khan ließ in China 27 Sonnenobservatorien für eine Kalenderreform erbauen, wobei das Gaocheng-Observatorium in der Provinz Henan noch erhalten ist.
Hülegü starb am 8. Februar 1265 in Maragha und wurde auf einer Felseninsel im Urmiasee bestattet. Durch den Einfluss seiner Witwe Doquz-Chatuns wurden Abaqa und später dessen Bruder Tekuder Ahmed seine Nachfolger (vgl. Ilchane).